# Васил Филев – Барбата
Васил Евтимов Филев-Барбата е български морски капитан.

## Биография
Васил Филев е роден на 1 януари 1880 година в град Русе в семейството на търговец на кожи. Бланки с щемпела на фирма „Братя Филеви“ са били използвани от Ангел Кънчев за прикритие на комитетската му кореспонденция. Като ученик Васил Филев си направил лодка, но поради воплите на междувременно овдовялата му майка се видял принуден демонстративно да я насече на дъски за огрев – знак на отказ от водата, тъй като по-големият му брат се бил удавил в р. Дунав.
Завършва средното си образование в гимназията в Русе, а висшето в Мореходното училище „Император Александър II“ в Херсон и Морското училище в гр. Николаев, Русия през 1898 – 1902 г.

### Трудова дейност
След дипломирането си през 1902 г. практикува една година на руските кораби „Лорд Байрон“, „Болгария“ (поддържаща линията Одеса-Русе) и „Три аделфи“, като си наема квартира в Одеса.
В Българското търговско параходно дружество (БТПД) постъпва на 16 юни 1903 г. като II помощник капитан на п/х „България“.
Капитан Васил Филев получава удостоверение за щурман далечно плаване от Морското училище в Одеса – 1902 г. (диплом се издава само на лица с руско поданство) и свидетелство № 12/27 януари 1933 г. за к.д.п., издадено от Отдела за корабоплаване на Дирекция на пристанищата и корабоплаването при Министерство на железниците, пощите и телеграфите въз основа за Закона за търговското корабоплаване от 28 февруари 1931 г. и удостоверение № 1154, издадено от БТПД и чл. 74 от същия закон.

### Кораби, на които е бил
- 1902 – 1903 г. – руски кораби „Лорд Байрон“, „Болгария“ и „Три аделфи“

Служил е на всички параходи от БТПД
- 1903 г. – п/х „България“
- 1903 – 1904 г. – п/х „Варна“
- 1906 г.* – п/х „София“
- 1908 г. – п/х „България“
- 1912 – 13 г. – п/х „Борис“
- 1915 – 1918 г. – п/х „Борис“
- 1920 – 1925 г. – ревизор
- 1925 – 1926 г. – п/х „България“
- 1928 – 1932 г. – п/х „Бургас“
- 1932 – 1933 г. – п/х „Цар фердинанд“
- 1933 г. – п/х „Мария Луиза“
- 1933 –1935 г. – п/х „Цар Фердинанд“
- 1937 г. – п/х „Бургас“
- 1938 – 1939 г. – п/х „Цар Фердинанд“
- 1940 г. – п/х „Бургас“

### Заемани длъжности
(съгл. удостоверение № 2993/29 юли 1948 г., издадено от БМФ – Варна)
- III помощник капитан – от 1 юни 1903 г. до 30 септември 1905 г.
- II помощник капитан – от 1 октомври 1905 г. до 31 март 1906 г.
- I помощник капитан – от 1 април 1906 г. до 31 март 1907 г.
- комендант – от 1 април 1907 г. до 31 декември 1919 г. и от 1 юли 1925 г. до 9 ноември 1940 г. (от 1 октомври 1915 г. до 21 октомври 1918 г. е милитаризиран на п/х „Борис“ със зап. ВВ № 505/16 септември 1915 г. и писмо № 5673/23 октомври 1918 г. на флота до БТПДВ).

В периода от 01.1920 г. до 30 юни 1925 г. е на административна длъжност в БМФ – ревизор (по силата на Ньойския договор).
В началото на 1928 г. в Италия приема п/х „Бургас“, първия наш кораб с радиостанция. В края на 1928 г. с него по Александрийската линия пътува Катя Миленкова, съпруга на известния изпълнител на музикални памфлети Стоян Миленков от София, която оставя дневник с чудесни описания не само на видяното в Близкия изток, но и на моряшкото ежедневие.
През 1930 г. с кап. В. Филев на п/х „Бургас“ пътуват художникът арх. Ив. Бояджиев и композиторът арх. Д. Ненов, които му посвещават песен в израз на възторга си от него и кораба.
През 1939 г. с кап. В. Филев на п/х „Цар Фердинанд“ пътуват група интелектуалци от София. Впечатленията им са описани от Тодор Кожухаров, издателя на в. „Слово“, в бр. 5117, 5120 и 5121 от същата година под заглавие „Цариградски скици“, илюстрирани с портрет на капитана и рисунки от Цариград от големия художник Борис Денев.
Пенсиониран е от Параходството по собствено желание на 9 ноември 1940 г. с признати 41 години служба на море.

## Получени награди
- орден за военни заслуги V степен на Георгиевска лента – за участие в Балканската война (за услуги и прехрана на Четвърта армия при Булаир и Сароския залив);
- офицерски кръст от нашия народен орден за граждански заслуги, получен на 3 октомври 1938 г.

## Книгопис
- Разговор с кап. В. Филев след пенсионирането му е публикуван в книгата на Крум Кънчев „При нашите морски вълци“, Варна, 1942 г.